# Anna Kovaltchouk
Pour les articles homonymes, voir Kovaltchouk.
Anna Léonidovna Kovaltchouk (Анна Леонидовна Ковальчук), née le 15 juin 1977 à Neustrelitz, alors en RDA, est une actrice russe.

## Biographie
Anna Kovaltchouk est née dans une famille de professeurs. Elle passe son enfance à Léningrad (aujourd'hui Saint-Pétersbourg), puis à Erevan et à Moscou. Elle entre à l'Institut théâtral de Musique et de cinématographe de Léningrad, aujourd'hui Académie d'Art théâtral de Saint-Pétersbourg, où elle fait la connaissance de son futur mari, Anatoly Iltchenko. Elle entre dans la troupe du théâtre Lensoviet, où elle est remarquée dans Le Malade imaginaire de Molière.
Anna Kovaltchouk obtient son premier rôle au cinéma dans la comédie lyrique de Vladimir Zaïkine, l’Amour du Mal, en 1999. Elle devient populaire dans toute la Russie pour son rôle de Maria Chvetsova dans la série télévisée Les Secrets de l'Enquête, à partir de 2001. En 2005, elle tourne pour une autre série télévisée d'après le Maître et Marguerite de Mikhaïl Boulgakov. Elle interprète Sophie Koltchak dans le film Amiral sur la vie de l'amiral Koltchak, en 2008 qui rencontra un grand succès dans tout le pays.
Elle est mère d'une petite fille, Zlata, née en l'an 2000.

## Filmographie sélective
- 1999 : Amour du Mal (Любовь зла) de Vladimir Zaïkine - princesse
- 2001 : Les Secrets de l'enquête (en) - Maria Shvetsova
- 2005 : Le Maître et Marguerite (Мастер и Маргарита) de Vladimir Bortko - Marguerite
- 2008 : L’Amiral (Адмиралъ) de Andreï Kravtchouk - Sophie Koltchak
- 2011 : Pierre le Grand : le testament (en) - Anastasia Trubetskaya

## Théâtre
- 2005 : Приглашение в замок (L'Invitation au château) de Jean Anouilh, mise en scène de Vladislav Vasi (ru) : Diana Messerschmann
- 2011 : Все мы прекрасные люди (Un mois à la campagne) d’Ivan Tourgueniev, mise en scène de Youri Boutoussov : Natalia Petrovna
- 2015 : Le Maître et Marguerite de Mikhaïl Boulgakov, mise en scène (ru) de Sophia Sirakanyan : Helle